# Piros-fekete fa
A számítástudományban a piros-fekete fa alatt egy önkiegyensúlyozó bináris keresőfát értünk. A szerkezete összetett, de a gyakorlatban hatékony, hiszen a keresés, beszúrás és törlés lépésszáma a legrosszabb esetben is O(log n), ahol n a fában levő elemek száma.

## Tulajdonságai

Egy piros-fekete fa (1. ábra)

A piros-fekete fa egy olyan bináris keresőfa, melyben minden csúcsot kiszínezünk piros vagy fekete színnel. A bináris keresőfa tulajdonságain kívül (minden csúcs bal oldali részfájában csak kisebb (<), jobb oldali részfájában csak nagyobb vagy egyenlő (nem kisebb, >=) elemek helyezkednek el) a piros-fekete fákkal szemben a következő követelményeket támasztjuk:
1. Egy csúcs vagy fekete vagy piros.
2. A fa gyökere fekete.
3. Minden üres csúcsot (1. ábra: NIL) feketének tekintünk.
4. Egy piros csúcs mindkét leszármazottja fekete.
5. Minden csúcsból a belőle leszármazó levelekbe vezető egyszerű utakon ugyanannyi fekete csúcsot érintünk.

Ezekből a követelményekből származik a piros-fekete fák egy fontos tulajdonsága: A gyökérelemtől a hozzá legközelebbi levélbe vezető út hosszának legfeljebb kétszerese a gyökértől a hozzá legtávolabbi levélbe vezető út hossza, amelyből következik, hogy a fa önkiegyensúlyozó.
Ennek a tulajdonságnak a belátásához elegendő a 4. és 5. követelményt megvizsgálni. Egy F piros-fekete fában legyen az 5. szabályban meghatározott fekete csúcsok száma N - ekkor tehát a legrövidebb út a gyökértől a levélig összesen N csúcsból áll, melyből mind fekete. Az út hossza növelhető piros csúcsok beillesztésével, de a 4. szabály miatt nem szúrható be egymás után több, mint 1 piros csúcs, azaz legfeljebb N darab piros csúcsot illeszthetünk be. Így a lehető leghosszabb út a gyökértől egy levélig 2N csúcsból áll, melyek felváltva pirosak és feketék.
Az egyszerűség kedvéért a piros-fekete fákban csak a belső csúcsok tartalmaznak hasznos adatot, a levelek pedig adatot nem tartalmazó fekete csúcsok - ennek hiányában lehetséges lenne, hogy egy belső csúcsnak csak egy leszármazottja legyen, amely bonyolítaná a fa követelményrendszerét. Ezeket az adatot nem tartalmazó leveleket gyakran nem ábrázoljuk a fa szemléltetése során, így egy olyan fát kapunk, ami látszólag ellentmond a követelményeknek, de a gyakorlatban nem. Mivel az összes ilyen levél fekete, az 5. szabály triviálisan nem sérül.

## Műveletek
A piros-fekete fákkal végezhető műveletek megegyeznek a bináris keresőfákkal végezhető műveletekkel, azok módosításra nem szorulnak, csupán kiegészítésre, mivel egy újabb csúcs beszúrása vagy egy már létező elem törlése sértheti a piros-fekete fa tulajdonságot. Ennek a helyreállításához nincs szükség több, mint O(log n) átszínezésre és három (beszúrás esetén kettő) faforgatásra, így a beszúrás és törlés lépésszáma, a bináris keresőfához hasonlóan, O(log n).

### Keresés
A piros-fekete fában a keresés teljes mértékben megegyezik a bináris keresőfában való kereséssel. A gyökérelemtől kiindulva balra haladunk, ha a keresett elem kisebb mint a jelenlegi elem, jobbra, ha nagyobb. Amennyiben egy adatot nem tartalmazó levélhez érünk mielőtt megtaláltuk volna az elemet, a fa nem tartalmazza a keresett elemet.
Ezt megvalósító rekurzív C példakód:
```
int
 
keres
(
int
 
elem
,
 
struct
 
faelem
*
 
n
)

{

  
if
 
(
n
->
elem
 
==
 
elem
)

    
return
 
1
;

  
if
 
(
n
->
elem
 
<
 
elem
 
&&
 
n
->
jobb
)

  
{

    
return
 
keres
(
elem
,
 
n
->
jobb
);

  
}

  
else
 
if
 
(
n
->
elem
 
>
 
elem
 
&&
 
n
->
bal
)

  
{

    
return
 
keres
(
elem
,
 
n
->
bal
);

  
}

  
else
 
return
 
0
;

}

```

Megjegyzés: A kódban feltételezzük, hogy az adatot nem tartalmazó leveleket egy null-ra mutató pointer jelöli.

### Beszúrás
A fába való beszúrás során először ugyanazokat a lépéseket végezzük el, mint egy bináris keresőfában. Az új elemet pirosra színezzük, és két új levéllel hozzuk létre, majd egy (adatot nem tartalmazó) levél helyére szúrjuk be.
A további lépéseket a környező elemek színe határozza meg. A következő lépésekben N jelöli a jelenleg vizsgált elemet, P a szülőelemet, G a nagyszülő (szülő elem szüleje) elemet, U pedig az N elem "nagybátyját" (azaz G másik (nem P) leszármazottját). Az egyes lépésekben az elemeknek a viszonylagos elhelyezkedése megváltozhat, ekkor a betűk ugyanazt az elemet jelölik, mint a lépés elején. Az ábrákon jelölt színek az adott lépésben történt feltevésekből, illetve azok következményeiből adódnak.
A lépésekhez példaként C kód is tartozik. A nagyszülő és nagybáty elemeket a következő függvények segítségével keressük meg:
```
struct
 
faelem
*
 
nagyszulo
(
struct
 
faelem
*
 
n
)

{

  
if
 
(
n
 
&&
 
n
->
szulo
)

  
{

    
return
 
n
->
szulo
->
szulo
;

  
}

  
return
 
NULL
;

}

struct
 
faelem
*
 
nagybaty
(
struct
 
faelem
*
 
n
)

{

  
struct
 
faelem
*
 
g
 
=
 
nagyszulo
(
n
);

  
if
 
(
g
)

  
{

    
if
 
(
n
->
szulo
 
==
 
g
->
bal
)

    
{

      
return
 
g
->
jobb
;

    
}
 
else
 
{

      
return
 
g
->
bal
;

    
}

  
}

  
return
 
NULL
;

}

```

1. lépés: Ha a jelenlegi N elem a fa gyökere, azt átszínezzük feketére, hogy kielégítse a 2. követelményt. Ezzel az összes úton eggyel több fekete csúcs jelenik meg, így az 5. követelmény nem sérül. Amennyiben ez az elem valóban a gyökér, további lépésekre nincs szükség.
```
void
 
beszur_1
(
struct
 
faelem
*
 
n
)

{

  
if
 
(
!
n
->
szulo
)

  
{

    
n
->
szin
 
=
 
FEKETE
;

  
}
 
else
 
{

    
beszur_2
(
n
);

  
}

}

```

2. lépés: Ha a jelenlegi elem P szüleje fekete, nem sérül a 4. követelmény - így a fa egy érvényes piros-fekete fa. Amennyiben ez fennáll, további lépésekre nincs szükség.
```
void
 
beszur_2
(
struct
 
faelem
*
 
n
)

{

  
if
 
(
n
->
szulo
->
szin
 
==
 
FEKETE
)

  
{

    
return
;

  
}
 
else
 
{

    
beszur_3
(
n
);

  
}

}

```

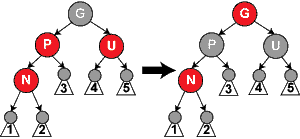
A 3. lépés

3. lépés: Ha a jelenlegi elem P szüleje és U nagybátyja is piros, mindkettőt átszínezhetjük feketére, a G nagyszülőt pedig pirosra, így nem változik az egyes utakon a fekete csúcsok száma, mivel minden út amely P vagy U csúcsokon áthalad triviálisan áthalad G csúcson is. Az N szüleje most már fekete, így (mivel N piros) nem sérti a 4. követelményt. Ekkor viszont G sértheti a 2. (a gyökér fekete) illetve 4. (piros elem gyerekei feketék) szabályt, az utóbbit abban az esetben, ha G szüleje is piros. Ennek áthidalására ugyanezeket a lépéseket rekurzívan elvégezzük G-re is. Ha a feltételek teljesültek, az N környezete most már a követelményeknek megfelel, amennyiben nem, továbbhaladunk a 4. lépésre. Ebből is következik az, hogy O(1) (konstans) faforgatást végzünk, hiszen faforgatás csak a 4. és 5. lépésekben szükséges, ahova beszúrásonként legfeljebb egy elem esetén jutunk el.

```
void
 
beszur_3
(
struct
 
faelem
*
 
n
)

{

  
struct
 
faelem
*
 
u
 
=
 
nagybaty
(
n
);

  
struct
 
faelem
*
 
g
 
=
 
nagyszulo
(
n
);

  
if
 
(
u
 
&&
 
u
->
szin
 
==
 
PIROS
)

  
{

    
u
->
szin
 
=
 
FEKETE
;

    
n
->
szulo
->
szin
 
=
 
FEKETE
;

    
g
->
szin
 
=
 
PIROS
;

    
beszur_1
(
g
);

  
}
 
else
 
{

    
beszur_4
(
n
);

  
}

}

```

Megjegyzés: A továbbiakban feltételezzük, hogy P a bal oldali gyereke G-nek. Ha P a jobb oldali gyerek, akkor a 4. és 5. lépés során tekintsük az összes irányt ellentétesen. A kódban mindkét esetre kitérünk.

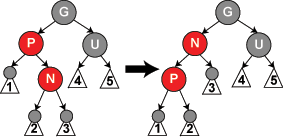
A 4. lépés

4. lépés: Amennyiben P piros, de U fekete (ezek a feltételek teljesülnek, hiszen ellenőriztük őket a 2. és 3. lépésben), illetve N a jobb oldali gyereke P-nek, P balra forgatásával felcseréljük N és P szerepét. Ekkor néhány út amely eddig nem haladt át N csúcson most már áthalad rajta, és néhány út, amely áthaladt P csúcson most már nem halad át rajta, de ezzel nem sérül az 5. követelmény, mivel mindkét csúcs piros. A 4. követelmény továbbra is sérül, melyet az 5. lépésben oldunk fel.

```
void
 
beszur_4
(
struct
 
faelem
*
 
n
)

{

  
struct
 
faelem
*
 
g
 
=
 
nagyszulo
(
n
);

  
if
 
(
n
 
==
 
n
->
szulo
->
jobb
 
&&
 
g
->
bal
 
==
 
n
->
szulo
)

  
{

    
balra_forgat
(
n
->
szulo
);

    
n
 
=
 
n
->
bal
;

  
}

  
else
 
if
 
(
n
 
==
 
n
->
szulo
->
bal
 
&&
 
g
->
jobb
 
==
 
n
->
szulo
)

  
{

    
jobbra_forgat
(
n
->
szulo
);

    
n
 
=
 
n
->
jobb
;

  
}

  
beszur_5
(
n
);

}

```

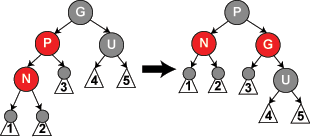
Az 5. lépés

5. lépés: P piros, U fekete és N a P bal oldali gyereke. Ekkor G elemet jobbra forgatjuk, melynek eredményeképpen P most már N és G szüleje. G-ről tudjuk, hogy fekete, különben P nem lehetne piros a 4. szabály következtében. Megcseréljük tehát P és G színét, így P most már fekete, G pedig piros, így a 4. követelmény is teljesül. Az 5. követelmény nem sérül, hiszen azok az utak, amelyek eddig G-n haladtak át most P-n haladnak át, ami ugyanúgy fekete. Azok az utak, amelyek U-n haladnak át most már áthaladnak G-n is, amely piros, tehát a fekete csúcsok száma ugyanannyi marad. Azok az utak, amelyek pedig N-en haladtak át most már eggyel kevesebb piros csúcson haladnak át, tehát a fekete csúcsok száma változatlan.

```
void
 
beszur_5
(
struct
 
faelem
*
 
n
)

{

  
struct
 
faelem
*
 
g
 
=
 
nagyszulo
(
n
);

  
n
->
szulo
->
szin
 
=
 
FEKETE
;

  
g
->
szin
 
=
 
PIROS
;

  
if
 
(
n
 
==
 
n
->
szulo
->
bal
 
&&
 
n
->
szulo
 
==
 
g
->
bal
)

  
{

    
jobbra_forgat
(
g
);

  
}

  
else
 
if
 
(
n
 
==
 
n
->
szulo
->
jobb
 
&&
 
n
->
szulo
 
==
 
g
->
jobb
)

  
{

    
balra_forgat
(
g
);

  
}

}

```

### Törlés
Amennyiben a törlésre kijelölt elemnek két belső (azaz nem levél) leszármazottja van, akkor - a bináris keresőfával megegyező módon - megkeressük vagy az elem bal részfájának legnagyobb elemét, vagy pedig a jobb részfájának a legkisebb elemét, és ezek adattagját kicseréljük. Ezt piros-fekete fában is megtehetjük, hiszen az elem színe nem változott. Így most már a törlendő elem viszont az az elem, amelynek adattagját áthelyeztük, és ennek az elemnek legfeljebb egy belső leszármazottja van; ha az elemnek kettő belső leszármazottja lenne, az nem lehetne az adott részfának se a legnagyobb, se a legkisebb eleme, mivel a keresőfa tulajdonságból adódóan a bal oldali gyereke kisebb, a jobb oldali gyereke pedig nagyobb.
Az algoritmus további lépései során tehát egy olyan elemet törlünk amelynek legfeljebb egy belső leszármazottja van. A továbbiakban M jelöli a törlendő elemet, C pedig M kijelölt leszármazottját - amennyiben létezik belső leszármazottja azt, egyébként pedig tetszőleges leszármazott levelet.
Ekkor négy esetet különböztethetünk meg M és C színét illetően.
M és C piros eset nem állhat fent, hiszen ez ütközik a 4. követelménnyel.
Ha M piros és C fekete, akkor M-et egyszerűen kicserélhetjük C-re. Minden út amelyik eddig M-en áthaladt most csupán eggyel kevesebb piros csúcsot érint, így az 5. szabály nem sérül.
Ha M fekete és C piros, akkor M-et kicseréljük C-re és C-t átfestjük feketére. Ezzel minden út ami eddig áthaladt M-en eggyel kevesebb piros csúcsot érint, tehát az 5. szabály így se sérül.
A legbonyolultabb eset az, amikor M és C is fekete. Ez csak akkor fordulhat elő, ha C levél, mivel ha C egy belső fekete elem, akkor az 5. követelmény sérül, mivel a C irányába haladó utak mentén legalább eggyel több fekete csúcs lenne, mint az M másik leszármazottjában végződő utak mentén, tehát a fa amiből törlünk ekkor nem egy érvényes piros-fekete fa lenne. Ebben az esetben M-et kicseréljük az adatot nem tartalmazó C levélre. A továbbiakban ezt a C elemet jelöljük N-nel. N testvéreleme (azaz N új szülejének másik leszármazottja) S, új szüleje (azaz M régi szüleje) P, SL a testvérelem (S) bal oldali, SR pedig a jobb oldali leszármazottja. S biztosan nem levélelem, mivel ha N fekete (amelyet feltételeztünk), akkor P egyik részfája 2 feketemagasságú, tehát triviálisan a másik részfájának is 2 feketemagasságúnak kell lennie, amely nem állhat fent ha S levélelem.
Az egyes lépésekben az elemek viszonylagos helyzete megváltozik, de a jelölések minden lépésben végig ugyanazt az elemet jelölik, amelyet a lépés elején. Az ábrákban a feltételezésekből és azoknak következményeiből adódnak a színezések. Fehér színnel jelöljük azt az elemet, amelynek színét nem tudjuk. A lépések során szükség lesz a testvérelem meghatározására, amelyet a következő függvény végez:
```
struct
 
faelem
*
 
testver
(
struct
 
node
*
 
n
)

{

  
if
 
(
n
 
==
 
n
->
szulo
->
bal
)

    
return
 
n
->
szulo
->
jobb
;

  
else
 
return
 
n
->
szulo
->
bal
;

}

```

A fenti lépéseket az alábbi kóddal végezhetjük (az athelyez függvény a fában áthelyezi az első paraméterként kapott elemet a második paraméterként kapott elem helyére):
```
void
 
torol_egylevel
(
struct
 
faelem
*
 
n
)

{

  
struct
 
faelem
*
 
gyerek
 
=
 
(
n
->
bal
)
 
?
 
n
->
bal
 
:
 
n
->
jobb
;

  
if
 
(
gyerek
)

  
{

    
athelyez
(
gyerek
,
 
n
);

    
gyerek
->
szin
 
=
 
FEKETE
;

  
}
 
else
 
{

    
torol_1
(
n
);

    
if
 
(
n
->
szulo
->
bal
 
==
 
n
)

      
n
->
szulo
->
bal
 
=
 
NULL
;

    
else

      
n
->
szulo
->
jobb
 
=
 
NULL
;

  
}

  
free
(
n
);

}

```

A korábbi mintára feltételezzük, hogy az adatot nem tartalmazó levelek nem mások, mint NULL-ra mutató pointerek.
Mivel N és M (azaz N eredeti szüleje) is fekete volt, néhány úton csökkent a fekete csúcsok száma - azaz sérült az 5. tulajdonság - tehát a fát újra ki kell egyensúlyoznunk. Ez is több lépésben történik.
1. lépés: Ha N az új gyökérelem, akkor nem kell tennünk semmit, hiszen ekkor a korábbi gyökérelemet töröltük, tehát minden útról eltávolítottunk egy fekete csúcsot.
```
void
 
torol_1
(
struct
 
faelem
*
 
n
)

{

   
if
 
(
n
->
szulo
)

     
torol_2
(
n
);

}

```

Megjegyzés: A 2., 5. és 6. lépések során feltételezzük, hogy N a bal oldali gyereke P-nek. Amennyiben N a jobb oldali gyerek, az irányok felcserélődnek. A kódrészletek itt is figyelembe veszik ezt.

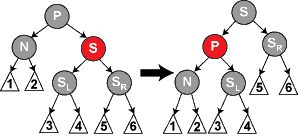
A 2. lépés

2. lépés: Ha S piros, megcseréljük P és S színét, majd balra forgatjuk P-t. P elem eredetileg fekete színű kellett, hogy legyen, hiszen volt egy piros gyereke. Az 5. követelmény a színcsere miatt nem sérül. A továbbiakban N új testvérét jelöljük S-el.

```
void
 
torol_2
(
struct
 
faelem
*
 
n
)

{

  
struct
 
faelem
*
 
s
 
=
 
testver
(
n
);

  
if
 
(
s
->
szin
 
==
 
PIROS
)

  
{

    
n
->
szulo
->
szin
 
=
 
PIROS
;

    
s
->
szin
 
=
 
FEKETE
;

    
if
 
(
n
 
==
 
n
->
szulo
->
bal
)

      
balra_forgat
(
n
->
szulo
);

    
else

      
jobbra_forgat
(
n
->
szulo
);

  
}

  
torol_3
(
n
);

}

```

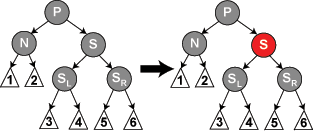
A 3. lépés

3. lépés: Ha S, P és S mindkét leszármazottja fekete, akkor egyszerűen átszínezzük S-t pirosra; mivel M törlésekor az összes S-en áthaladó úton eggyel több fekete csúcs lett, mint az N-en áthaladó utakon. Ekkor viszont az 5. követelmény továbbra is sérülhet, hiszen ha P nem gyökérelem, hanem egy nagyobb piros-fekete fa részfája, akkor az összes P csúcson áthaladó út eggyel kevesebb fekete csúcsot érint, mint azok az utak, amelyek más irányba haladnak, tehát ugyanezt a lépéssorozatot elvégezzük P-re, viszont ilyenkor N-re nézve a további lépésekre már nincs szükség.

```
void
 
torol_3
(
struct
 
faelem
*
 
n
)

{

  
struct
 
faelem
*
 
s
 
=
 
testver
(
n
);

  
if
 
(
n
->
szulo
->
szin
 
==
 
FEKETE
 
&&
 
s
->
szin
 
==
 
FEKETE
 
&&
 
s
->
bal
->
szin
 
==
 
FEKETE
 
&&
 
s
->
jobb
->
szin
 
==
 
FEKETE
)

  
{

    
s
->
szin
 
=
 
PIROS
;

    
torol_1
(
n
->
szulo
);

  
}
 
else
 
{

    
torol_4
(
n
);

  
}

}

```

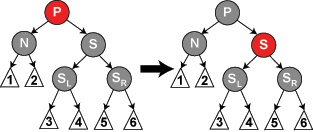
A 4. lépés

4. lépés: Ha S és leszármazottai feketék, de P piros, akkor egyszerűen felcseréljük P és S színét. Ekkor ugyanabba az állapotba jutunk, mint a 3. lépés során, viszont ekkor nem az S ág feketemagassága csökken eggyel, hanem az N ágé nő, tehát a kitörölt fekete által okozott követelmény sérülést kiküszöböltük, tehát a feltétel fennállása esetén nincs szükség több lépésre.

```
void
 
torol_4
(
struct
 
faelem
*
 
n
)

{

  
struct
 
faelem
*
 
s
 
=
 
testver
(
n
);

  
if
 
(
n
->
szulo
->
szin
 
==
 
PIROS
 
&&
 
s
->
szin
 
==
 
FEKETE
 
&&
 
s
->
bal
->
szin
 
==
 
FEKETE
 
&&
 
s
->
jobb
->
szin
 
==
 
FEKETE
)

  
{

    
n
->
szulo
->
szin
 
=
 
FEKETE
;

    
s
->
szin
 
=
 
PIROS
;

  
}
 
else
 
{

    
torol_5
(
n
);

  
}

}

```

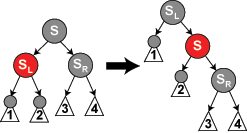
Az 5. lépés

5. lépés: Ha S és P és SR feketék, de SL piros és N elem P bal oldali leszármazottja, akkor S elemet jobbra forgatjuk, így SL lesz S új szüleje. Ezután felcseréljük S és SL színét. Most már minden úton azonos a fekete csúcsok száma, de az N csúcs új testvére most már egy fekete elem, amelynek a jobb oldali leszármazottja piros, tehát továbblépünk a 6. lépésre.

```
void
 
torol_5
(
struct
 
faelem
*
 
n
)

{

  
struct
 
faelem
*
 
s
 
=
 
testver
(
n
);

  
if
 
(
s
->
szin
 
==
 
FEKETE
)

  
{

    
if
 
(
n
 
==
 
n
->
szulo
->
bal
 
&&
 
s
->
bal
->
szin
 
==
 
PIROS
 
&&
 
s
->
jobb
->
szin
 
==
 
FEKETE
)

    
{

      
s
->
szin
 
=
 
PIROS
;

      
s
->
bal
->
szin
 
=
 
FEKETE
;

      
jobbra_forgat
(
s
);

    
}

    
else
 
if
 
(
n
 
==
 
n
->
szulo
->
jobb
 
&&
 
s
->
bal
->
szin
 
==
 
FEKETE
 
&&
 
s
->
jobb
->
szin
 
==
 
PIROS
)

    
{

      
s
->
szin
 
=
 
PIROS
;

      
s
->
jobb
->
szin
 
=
 
FEKETE
;

      
balra_forgat
(
s
);

    
}

  
}

  
torol_6
(
n
);

}

```

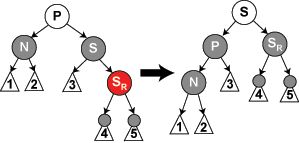
A 6. lépés

6. lépés: S (az 5. lépésben SL) tehát fekete, SR (az 5. lépésben S) piros, N pedig a P bal oldali gyereke. P elemnél ekkor balra forgatjuk a fát, ezután pedig megcseréljük S és P színét és SR-t feketére festjük. N-nek így most már eggyel több fekete felmenője van, tehát helyreállt az 5. követelmény véglegesen. 

```
void
 
torol_6
(
struct
 
faelem
*
 
n
)

{

  
struct
 
faelem
*
 
s
 
=
 
testver
(
n
);

  
s
->
szin
 
=
 
n
->
szulo
->
szin
;

  
n
->
szulo
->
szin
 
=
 
FEKETE
;

  
if
 
(
n
 
==
 
n
->
szulo
->
bal
)

  
{

    
s
->
jobb
->
szin
 
=
 
FEKETE
;

    
balra_forgat
(
n
->
szulo
);

  
}
 
else
 
{

    
s
->
bal
->
szin
 
=
 
FEKETE
;

    
jobbra_forgat
(
n
->
szulo
);

  
}

}

```

Az eddigi lépésekben az összes lehetőséget lefedtük és korrigáltuk, tehát a fa ismételten egy érvényes piros-fekete fa.